# Algeciras-Konferenz
Die Algeciras-Konferenz war eine internationale Konferenz vom 16. Januar bis 7. April 1906 in Algeciras in Spanien, bei der über die Beilegung der Ersten Marokkokrise verhandelt und entschieden wurde.

## Hintergrund
Die Konferenz wurde von Vertretern des Deutschen Reiches gefordert, nachdem Frankreich begonnen hatte, in Marokko Reformen des Wirtschafts- und Militärwesens gemäß dem Sudanvertrag durchzuführen, obwohl der Staat gemäß der Madrider Konvention von 1880 als unabhängig galt. Auch Frankreich beteiligte sich – nach anfänglicher Weigerung – an der Konferenz.
Das Deutsche Reich hatte gehofft, Frankreich eine diplomatische Niederlage zufügen zu können, um so die Entente Cordiale zu lösen. Auch hatte man sich die Unterstützung der anderen Länder erhofft. So schrieb Reichskanzler Bernhard von Bülow an Kaiser Wilhelm II:

„Falls eine Konferenz zustande kommt, sind wir der diplomatischen Unterstützung Amerikas zugunsten der open door schon jetzt sicher. England wird sich dort wie überall scheuen, mit Nachdruck gegen Amerika anzugehen. Österreich wird sich wegen Marokko nicht mit uns brouillieren wollen, und das gleiche glaube ich von Italien, besonders von einem dreibundfreundlichen Kabinett Fortis. Ich halte daher für ausgeschlossen, daß eine Konferenz das Ergebnis haben könnte, die Einschiebung Marokkos in die ausschließliche Macht- und Interessensphäre Frankreichs anzubahnen.“

## Ergebnis

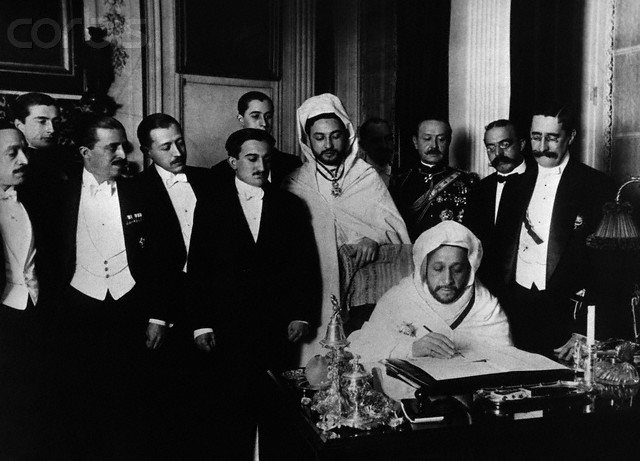
Der marokkanische Repräsentant Mohammed el Mokri unterzeichnet die Algeciras-Akte am 7. April 1906

Auf der Konferenz, die im Hotel Reina Cristina in Algeciras stattfand, wurde die Souveränität Marokkos formell anerkannt. Frankreich konnte aber das Zugeständnis erringen, die Polizei in den marokkanischen Häfen und das Bankwesen gemeinsam mit Spanien verwalten zu dürfen. Unter spanische Kontrolle kamen Tetuan und Larache, an Frankreich fielen Rabat, Safi, El Jadida und Essaouira, während Polizisten beider Länder Tanger und Casablanca überwachen sollten. Die deutschen Erwartungen erfüllten sich nicht, so dass das Deutsche Kaiserreich 1906 nur den Zweibund-Partner Österreich-Ungarn auf seiner Seite hatte. Frankreich erreichte sein Hauptziel, während das Deutsche Reich aufgrund seines aggressiven Vorgehens immer mehr an Ansehen verlor und zusehends in eine außenpolitische Isolierung geriet. Auch für die sich bildende marokkanische Unabhängigkeitsbewegung war das Konferenzergebnis eine Niederlage.
Die Konferenzergebnisse wurden in der Algeciras-Akte zusammengefasst, die am 7. April 1906 unterschrieben wurde. Darin erhielt die neutrale Schweiz das Mandat, den Generalinspektor der marokkanischen Polizei zu bestellen (vgl. Marokko-Müller) und von ihrem Bundesgericht bestimmte Rechtsfälle beurteilen zu lassen.

## Signatarstaaten
Die Unterzeichnerstaaten waren: das Deutsche Reich, die Dritte Französische Republik, Vereinigtes Königreich von Großbritannien und Irland, Russisches Kaiserreich, Vereinigte Staaten, Österreich-Ungarn, Königreich Italien, Königreich Spanien, Königreich Portugal, Königreich Belgien, Königreich Schweden und das Königreich der Niederlande.
Die Konsuln der meisten dieser Staaten (außer dem Deutschen Reich, dem Russischen Kaiserreich, Österreich-Ungarn und dem Königreich Schweden) stellten die Regierung der internationalen Zone von Tanger, die 1923 eingerichtet wurde.